# Neohaematopinus
Neohaematopinus är ett släkte av insekter. Neohaematopinus ingår i familjen ledlöss.

## Dottertaxa tillNeohaematopinus, i alfabetisk ordning[1]
- Neohaematopinus appressus
- Neohaematopinus batuanae
- Neohaematopinus callosciuri
- Neohaematopinus capitaneus
- Neohaematopinus ceylonicus
- Neohaematopinus chinensis
- Neohaematopinus citellinus
- Neohaematopinus cognatus
- Neohaematopinus echinatus
- Neohaematopinus elbeli
- Neohaematopinus griseicolus
- Neohaematopinus inornatus
- Neohaematopinus kinabalensis
- Neohaematopinus menetensis
- Neohaematopinus neotomae
- Neohaematopinus pacificus
- Neohaematopinus pallidus
- Neohaematopinus pansus
- Neohaematopinus petauristae
- Neohaematopinus pteromydis
- Neohaematopinus qadrii
- Neohaematopinus robustus
- Neohaematopinus rupestis
- Neohaematopinus sciuri
- Neohaematopinus sciurinus
- Neohaematopinus sciuropteri
- Neohaematopinus semifasciatus
- Neohaematopinus setosus
- Neohaematopinus spilosomae
- Neohaematopinus sundasciuri
- Neohaematopinus syriacus